# 咸嘉湖街道
| 咸嘉湖街道在岳麓区的位置 咸嘉湖街道 |                 |
| 面积                                | 3.14公里2       |
| 人口                                | 3万人（2006年） |
| 地位                                | 岳麓区街道      |
| 办公驻地                            | 胡家冲          |
| 区划                                | 4个社区、1村    |

咸嘉湖街道为长沙市岳麓区下辖街道之一，位于岳麓区中部。地缘上，咸嘉湖街道北与望岳街道接壤，西与望城坡街道为界，南和西湖街道相连，东与银盆岭街道为邻。街道总积3.14平方公里，下辖4个社区、1村，总人口约3万人（2006年）。